# نوک‌شمشیری معمولی
نوک‌شمشیری معمولی (نام علمی: Rhinopomastus cyanomelas) نام یک گونه از سرده نوک‌شمشیری است.